# Cascata del lupo
La cascata del lupo (anticamente detta Bót del Lóf in dialetto trentino) è una cascata che si trova lungo il corso del rio Regnana sull'altopiano di Piné, nel comune trentino di Bedollo.
La base della cascata, raggiungibile tramite sentiero, si trova a circa a 906 m s.l.m., mentre la cima risiede sui 942 m s.l.m.

## Descrizione

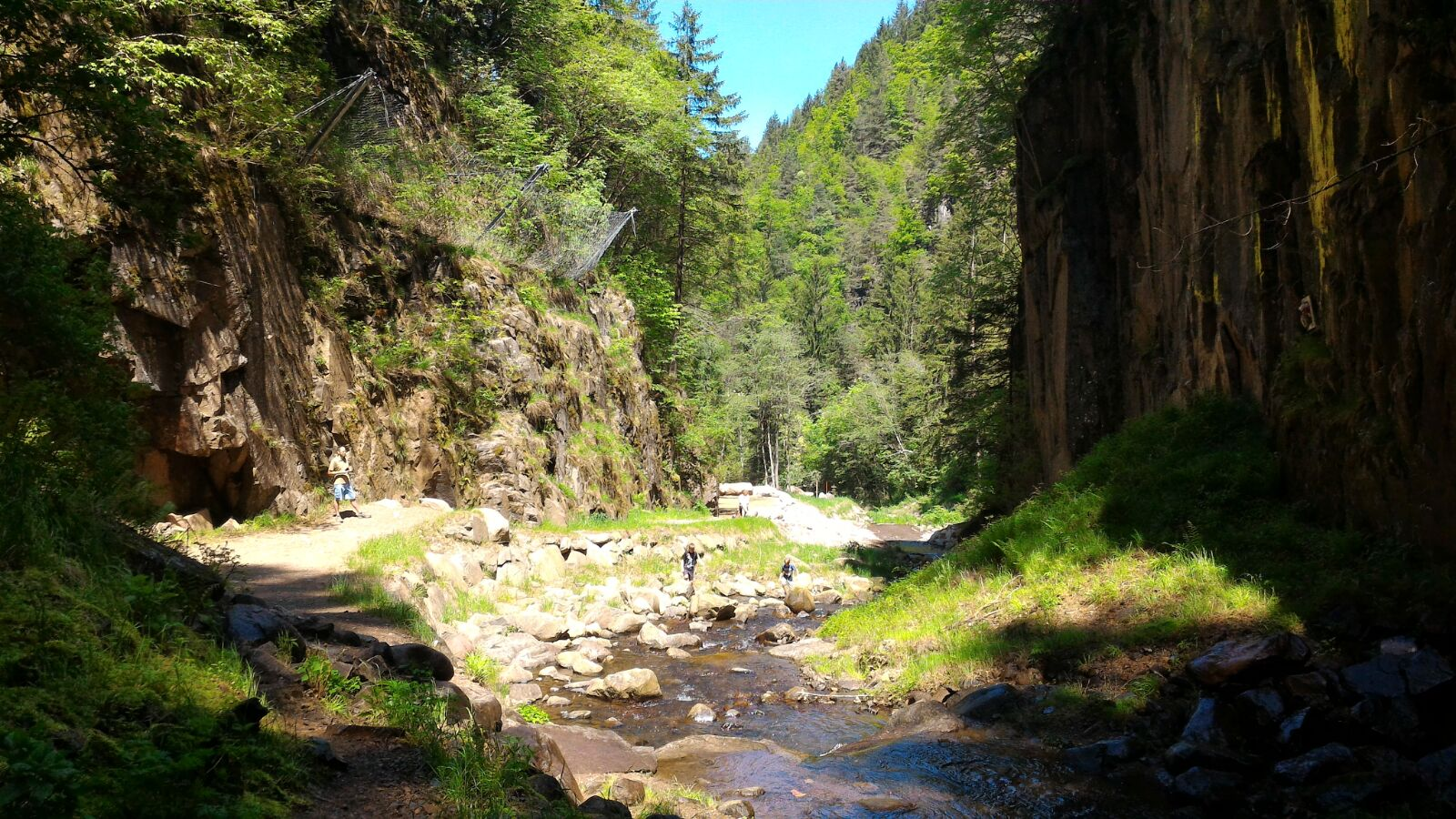
Le pareti di porfido che custodiscono la cascata

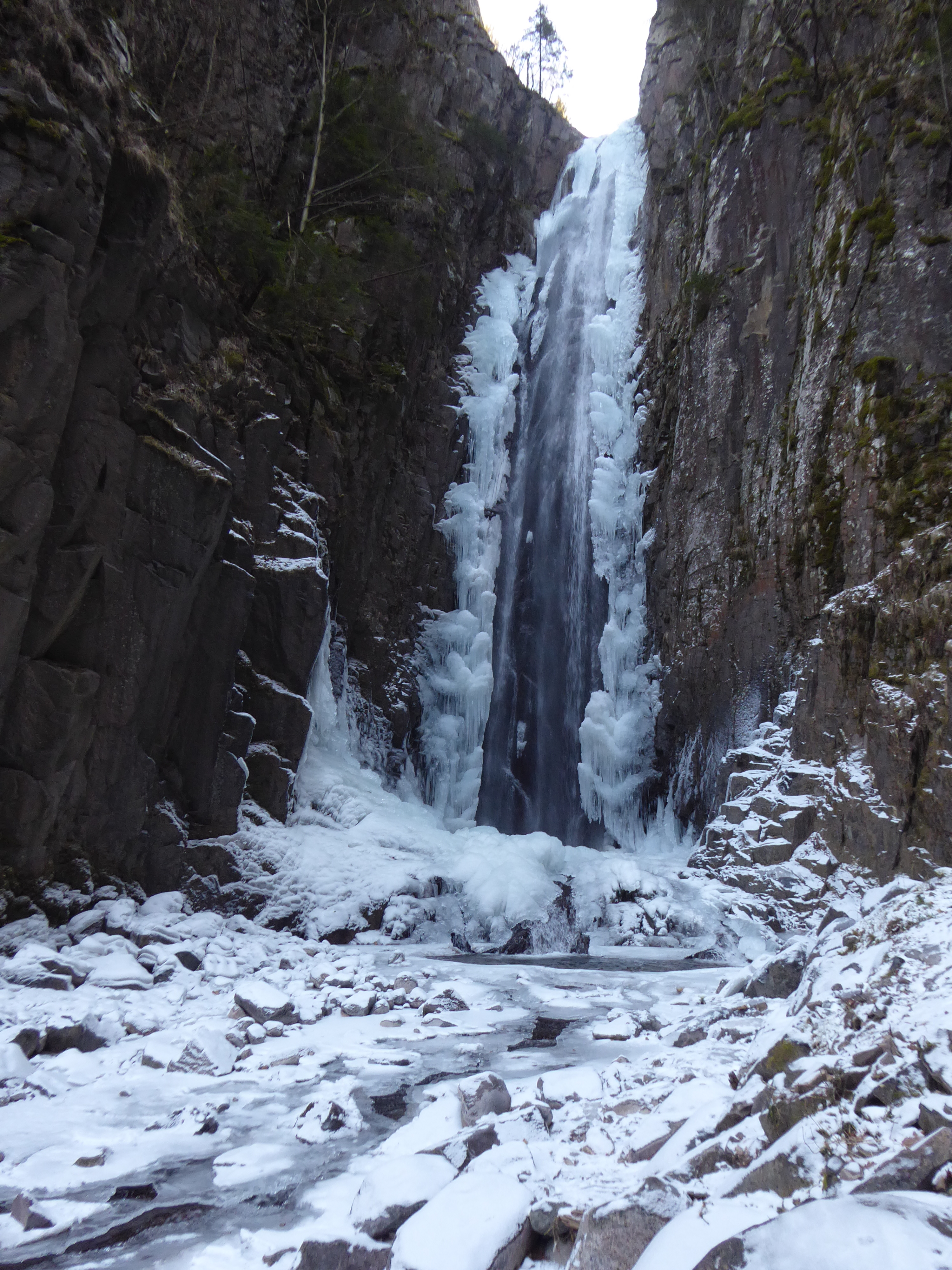
La cascata in inverno

Questa cascata è la maggiormente nota sull'altopiano con un unico salto d'acqua alto di 36 metri. La cascata si presenta incastonata tra due pareti verticali di porfido dove cresce del muschio.

## Avvicinamento
Esistono principalmente quattro vie per raggiungere la cascata del lupo:
- dal paese di Piazze in piazza della chiesa (1027 m), si scende nella valle del rio Regnana scendendo per un sentiero che perde quota velocemente;[5]
- dalle piramidi di Segonzano (875 m), in circa 2 ore di passeggiata per lo più orizzontale sul sentiero C37 o SAT 406;[4]
- dal paese di Cialini, scendendo per la strada asfaltata delle Strente dopo circa 2,5 chilometri percorribili in 30 minuti si arriva alla cascata;[6]
- da Marteri di Bedollo, scendendo lungo il sentiero.[7]